# Einars Repše
Einars Repše, nascut a Jelgava, URSS, el 9 de desembre de 1961, és un polític letó i membre del Partit de la Nova Era (JL) i actual ministre de Finances de Letònia. Entre el 7 de novembre de 2002 i el 9 de març de 2004 va ocupar el càrrec de primer ministre.

## Vida personal
Va completar la seva educació secundària a Riga el 1979, a l'Institut Estatal de Riga núm. 1 i es va convertir en estudiant de la Facultat de Física i Matemàtiques de la Universitat de Letònia. Es va llicenciar amb un títol en física el 1986.
En acabar els estudis va ser contractat per l'Acadèmia de Ciències de Letònia, on va treballar a l'oficina de disseny d'equips científics durant quatre anys.
El 1991, Einars Repše va ser nomenat President del Banc de Letònia. Càrrec que va ocupar durant deu anys.
Està casat i és pare de quatre fills.

## Activitat política
El 1988, va participar d'una manera molt activa en el moviment de recuperació de la independència de Letònia. El juliol de 1989, va ajudar a fundar el Moviment per la Independència Nacional de Letònia (LNNK) i també el del Front Popular de Letònia.
Va ser elegit membre del Soviet Suprem de Letònia el 1990, aleshores president del Subcomitè de Finances i Banca de la Comissió Parlamentària d'Assumptes Econòmics.
Havent abandonat la política el 1993, va fer el seu retorn el 2001, quan va fundar el Partit de la Nova Era (Jaunais laiks), un partit que va agrupar sectors de la dreta i que va permetre que assumís la presidència l'any següent.
El partit va guanyar les eleccions parlamentàries del 5 d'octubre de 2002, amb 26 escons de 100 del Saeima i Einars Repše, membre electe, va ser nomenat Primer Ministre el 7 de novembre al capdavant d'una coalició de JL, Unió de Verds i Agricultors (ZZS), el Partit Letònia Primer (LPP) i Per la Pàtria i la Llibertat/LNNK (TB / LNNK).
El 29 gener 2004, la LPP es retirà del govern, acabant amb la coalició el 9 de març. El Partit de la Nova Era (JL) quedà exclòs de la nova coalició encapçalada per Indulis Emsis (ZZS), llavors Einars Repše passà a formar part de l'oposició. Però, va tornar al govern el 2 de desembre de 2004, després del nomenament d'Aigars Kalvītis al capdavant de l'executiu. Va ser nomenat llavors ministre de Defensa.
D'altra banda, el JL decideix retirar-se de la coalició el 23 desembre de 2005 perdent així el seu lloc en el govern.
Reelegit el Saeima el 7 octubre de 2006, es va convertir en membre de la Comissió de Finances, Pressupost i el control del govern.
Abandonà la presidència del Partit de la Nova Era (JL) el 2007 per a formar part del Consell durant un any. Des de 2008, s'ocupa dels assumptes de l'oficina.
El 12 de març de 2009, Valdis Dombrovskis diputat al Parlament Europeu i membre de la JL, es va convertir en primer ministre, i Einars Repše va ser nomenat Ministre de Finances.